# Ім'ям закону
«Ім'ям закону» (азерб. «Qanun Naminə») — азербайджанський радянський художній фільм 1968 року, знятий за мотивами повісті Сулеймана Рагімова «Мехман».

## Сюжет
Дія фільму відбувається в 1930-х роках. Новий прокурор Мехман, що приїхав з родиною в невелике селище, відразу ж стикається з розкраданням і вбивствами. Він переконаний, що за всім цим стоять вороги Радянської влади. Ціною свого життя прокурор викриває банду злочинців і політичних ворогів молодої республіки.

## У ролях
- Бімболат Ватаєв — Мехман
- Рза Тахмасіб — Калош
- Аділь Іскендеров — Кямілов
- Мустафа Марданов — Муртуз Муртузов (дублює Владислав Баландін)
- Флора Керімова — Зулейха
- Рза Афганли — Вахідов
- Насіба Зейналова — Ніса-Хела, Шахла-ханум
- Гаджибаба Багіров — Аріф
- Аліага Агаєв — Мамедхан
- Садая Мустафаєва — Хатун
- Мамедсадих Нурієв — Сарраф-заде
- Рауф Ганієв — Алтай
- Окума Касимова — Яверо
- Мухтар Манієв — Джабіров
- Талят Рахманов — лікар
- Алекпер Сейфі — старий
- Садик Гасанзаде — Мірза-кіши
- Мехрібан Сеїдбейлі — Солмаз
- Джейхун Мірзоєв — Абсалам
- Алмас Аскерова — дружина Саламатова
- Агахан Агаханов — епізод
- Н. Мамедов — Саламатов
- Наджиба Мелікова — Зарінтадж
- К. Садиєва — Балиш
- Ахмед Ахмедов — епізод
- Раміз Меліков — епізод
- Мамед Садиков — епізод
- Фазіль Салаєв — епізод

## Знімальна група
- Режисер — Мухтар Дадашев
- Сценаристи — Мухтар Дадашев, Маро Єрзинкян
- Оператор — Алігусейн Гусейнов
- Композитор — Фарадж Караєв
- Художник — Джебраїл Азімов